# Assurance au kilomètre
L'assurance au kilomètre est un type d'assurance automobile permettant une tarification de l'assurance selon l'utilisation réelle du véhicule : un logiciel de géolocalisation de type GPS relié à un téléphone portable embarqué dans la voiture des assurés volontaires. 
L'assureur récolte alors les informations liées aux dates, aux horaires de circulation et au déplacement des véhicules. La tarification est établie en fonction de l’utilisation de chaque client.
Ceci diffère de l'assurance traditionnelle, qui elle tente de différencier et récompenser les « bons » conducteurs en leur accordant des primes plus basses avec un système de bonus-malus par exemple. Cependant, la différenciation traditionnelle est un reflet de l'histoire passée, plutôt qu'une évaluation d'un comportement actuel ; cela signifie qu'il se déroule un certain temps avant que les changements dans les habitudes  de conduite (prudentes ou « téméraires ») n'influent sur les primes d'assurance.

## Concept d'assurance au kilomètre
La forme la plus simple de tarification compte simplement le nombre de kilomètres parcouru. Cependant, le concept général d'assurance au kilomètre peut comprendre tout régime où les frais d'assurance ne dépendent pas seulement du nombre de km, mais également comment, où et quand les assurés conduisent. « Assurance au kilomètre » signifie que la prime d'assurance est calculée dynamiquement.
Il existe plusieurs types possibles de mesure de l'utilisation d'un véhicule : 
- La mesure par le compteur du nombre de kilomètres parcourus.
- La mesure du nombre de minutes d'utilisation, enregistrée par un module indépendant du véhicule de transmission de données via le téléphone portable.
- D'autres données peuvent recueillies, y compris la vitesse et l'heure de circulation, en plus de distance et du temps parcouru.

Au-delà d'une simple tarification en fonction du nombre de kilomètres parcourus, il est possible d'introduire des variations selon le type de conduite ou de l'identité du conducteur. Il est possible d'ajouter d'autres items, comme une prime de risque supplémentaire si quelqu'un roule trop longtemps sans une pause, utilisent leur téléphone mobile pendant la conduite, ou se déplace à une vitesse excessive.

## Les avantages potentiels présentés en faveur de ce système: impacts économiques et environnementaux
- Sur le plan économique, la tarification de l'assurance en fonction de l'utilisation peut être considérée comme une forme de service.
- Elle peut être promue principalement comme un moyen d'encourager les gens à moins utiliser leur voiture.
- Elle permet d'obtenir des avantages commerciaux accordés par les compagnies d'assurance grâce à une meilleure harmonisation de l'assurance en relation avec les risques réels (pour ces compagnies, il s'agit d'une amélioration de la segmentation de la clientèle).
- L'assurance au kilomètre permet d'avoir plus de choix pour les consommateurs sur le type d'assurance automobile disponibles à l'achat.
- Les avantages sociaux : pour l'accessibilité à une assurance abordable pour les jeunes conducteurs - plutôt que de payer pour ses pairs irresponsables, avec ce type d'assurance des conducteurs jeunes paient pour leur façon de conduire.
- Plus d'incitation à changer les habitudes de conduite, rendant les routes plus sures, les conducteurs à risque payant plus cher, de par leur comportement.
- Une amélioration à la fois de la sécurité personnelle et de la sécurité du véhicule : la technologie GPS pourrait être utilisée pour retrouver la trace du véhicule à la suite d'un accident (suivi d'un délit de fuite), de panne ou de vol. La même technologie GPS peut souvent être utilisée pour fournir d'autres avantages pour les consommateurs en dehors de l'assurance, par exemple, navigation par satellite[1].

## Les inconvénients
Par définition, quel que soit le système de tarification, l'assurance est payée d'avance pour permettre la prise en charge des sinistres qui surviendront à l'avenir.
Inévitablement, la prédiction des risques comporte une imprécision sur chaque critère : 
Par exemple, un système tarifaire basé sur le nombre de km ne peut pas faire de distinction entre les distances parcourues sur autoroute, en ville, dans une rue, ou à la campagne. Pour minimiser cette imprécision, les primes sont donc aménagées en fonction de la zone principale de circulation. 
Un système de mesure télématique peut surfacturer un conducteur qui accélère, mais qui pourtant conduit d'une manière tout à fait sécuritaire, et sous-estimer un conducteur plus lent mais qui change brutalement de voies, ou des conducteurs conduisant de manière négligente ou simplement inattentifs. 
Quant aux systèmes d'utilisation par GPS assurant un suivi en continu des véhicules, ils peuvent constituer une violation inacceptable de la vie privée,.

## Développement selon les pays
France
En 2005, le système d'assurance au kilomètre souhaité par des sociétés comme Aviva a été rejeté par la Commission nationale de l'informatique et des libertés (Cnil), Les arguments de la Cnil sont les suivants : les assureurs veulent récolter trop d’informations, notamment la vitesse, une traçabilité disproportionnée par rapport à la baisse de la prime et les assureurs n’ont pas le droit d'établir un fichier des infractions. La CNIL considère que l'assurance au kilomètre appelle le plus de précautions ou de réserves en termes d'informatique et de libertés. La situation a commencé à évoluer en France malgré les vétos opposés par la CNIL avec l’expérimentation qu'a lancée AXA ; cette formule d'assurance existe seulement depuis 2009 et permet à l'assuré de payer en fonction du nombre de kilomètres réellement parcourus. Depuis 2017 existe également en France une formule d'assurance dont le prix s'ajuste en fonction du nombre de jours roulés - cette fois sans limite de kilomètres - commercialisée par Wilov. 
Union européenne
La filiale d’Aviva (Norwich Union) a implanté le système en Grande-Bretagne en septembre 2006 après une phase d’expérimentation qui a duré 3 ans ; une réduction est accordée aux clients acceptant d’embarquer un boitier qui enregistre le nombre de kilomètres parcourus, le lieu d’utilisation du véhicule, sauf la vitesse. À la souscription, les conducteurs sont informés que conduire en journée pendant la semaine revient dix fois moins cher que de conduire le samedi soir. Le succès commercial n'a pas été au rendez-vous, Norwich Union a maintenant cessé leur produit d'assurance au kilomètre au Royaume-Uni, annonçant aux utilisateurs actuels auront leurs contrats résiliés. La raison invoquée a été le manque de demande pour le service.
L'assurance au kilomètre connait un développement parmi les plus avancés sur le marché italien où cette formule est proposée par des assureurs majeurs en auto (Generali, Unipol, Sara, AXA, etc.) : le boitier leur permet de dresser un profil du conducteur, cerner son style de conduite, localiser une voiture volée et limiter les fraudes. 
L'assurance au kilomètre fait également des débuts encourageants en Irlande et aux Pays-Bas, c’est même le gouvernement qui presse les assureurs à l’adopter.
Monde
Les Pouvoirs publics s’apprêtent également à le rendre obligatoire dans les Émirats arabes unis, avec pour ambition d’en équiper 700.000 véhicules.